# 佐藤鬼房
佐藤鬼房（さとう おにふさ、1919年3月20日 - 2002年1月19日）は、日本の俳人。岩手県釜石市出身。本名は喜太郎。

## 生涯
塩竈町立商業補習学校（現・塩釜市立第一小学校）卒業。10代からロシア文学を耽読する一方で俳句に目覚め、1935年より新興俳句系の「句と評論」に投句、渡辺白泉の選句を受ける。1936年より長谷川天更の「東南風」同人。1940年、徴兵により入隊、中国・南方に転戦。なお占領地の南京でそれまで面識のなかった鈴木六林男に出会っている。
戦後は西東三鬼に師事し、「青天」「雷光」「梟の会」などに参加。1953年「風」同人。1954年、第3回現代俳句協会賞受賞。1955年、「天狼」同人。のち「頂点」「海程」にも参加した。1985年、宮城県塩竈市で「小熊座」を創刊、主宰。1989年、『半跏坐』で第5回詩歌文学館賞、1993年『瀬頭』で第27回蛇笏賞受賞。
代表句に「毛皮はぐ日中桜満開に」（『名もなき日夜』）「陰（ほと）に生る麦尊けれ青山河」（『地楡』）など。新興俳句から「権威というものに対するエネルギッシュな抵抗」を感得したと語り（『俳句研究』1947年）、戦後は社会性俳句の代表的作家として活躍。陸奥に根ざした風土性・土俗性、人間性への意志的な眼差しを特徴とし、戦争の記憶や神話などもモチーフとした。門人に高野ムツオ、渡辺誠一郎など。
2002年1月19日、82歳で死去。

## 著書
- 夜の崖 佐藤鬼房句集 酩酊社 1955
- 何処へ 句集 角川書店 1984.11 現代俳句叢書
- 風の樹 現代俳句協会 1988.8 現代俳句の一〇〇冊
- 半跏坐 句集 紅書房 1989.6
- 瀬頭 句集 紅書房 1992.7 小熊座叢書
- 佐藤鬼房 花神社 1993.5 花神コレクション
- 鹹き手 槐書房 1995.12
- 霜の声 句集 紅書房 1995.8 小熊座叢書
- 枯峠 句集 紅書房 1998.9 小熊座叢書
- 佐藤鬼房句集 砂子屋書房 1999.11 現代俳人文庫
- 愛痛きまで 句集 邑書林 2001.7 小熊座叢書
- 佐藤鬼房全句集 高野ムツオ編 邑書林 2001.1
- 佐藤鬼房句集 財部鳥子編 芸林書房 2002.4 芸林21世紀文庫
- 沖つ石 邑書林 2004.10
- 幻夢 句集 紅書房 2004.1 小熊座叢書
- 佐藤鬼房俳句集成 第1巻 全句集 高野ムツオ編 2020.4 朔出版